# Nazionale maschile under 18 di baseball della Germania
La nazionale maschile under 18 di baseball tedesca rappresenta la Germania nelle competizioni internazionali di età non superiore ai diciotto anni.

## Piazzamenti

### Europei
- 2003 :  3°
- 2016 :  3°